# Sportovní gymnastika na Letních olympijských hrách 2012
Sportovní gymnastika na Letních olympijských hrách 2012.

## Medailisté

### Muži
| Soutěž                | Zlato                                                                             | Stříbro                                                                                         | Bronz                                                                                            |
| --------------------- | --------------------------------------------------------------------------------- | ----------------------------------------------------------------------------------------------- | ------------------------------------------------------------------------------------------------ |
| Víceboj – družstva    | Čína (CHN) · Čchen I-ping · Feng Če · Kuo Wej-jang · Čang Čcheng-lung · Cou Kchaj | Japonsko (JPN) · Rjohej Kato · Kazuhito Tanaka · Jusuke Tanaka · Kóhei Učimura · Kodži Jamamuro | Velká Británie (GBR) · Sam Oldham · Daniel Purvis · Louis Smith · Kristian Thomas · Max Whitlock |
| Víceboj – jednotlivci | Kóhei Učimura · Japonsko (JPN)                                                    | Marcel Nguyen · Německo (GER)                                                                   | Danell Leyva · Spojené státy americké (USA)                                                      |
| Prostná               | Cou Kchaj · Čína (CHN)                                                            | Kóhei Učimura · Japonsko (JPN)                                                                  | Denis Abljazin · Rusko (RUS)                                                                     |
| Kůň našíř             | Krisztián Berki · Maďarsko (HUN)                                                  | Louis Smith · Velká Británie (GBR)                                                              | Max Whitlock · Velká Británie (GBR)                                                              |
| Kruhy                 | Arthur Zanetti · Brazílie (BRA)                                                   | Čchen I-ping · Čína (CHN)                                                                       | Matteo Morandi · Itálie (ITA)                                                                    |
| Přeskok               | Jang Hak-son · Jižní Korea (KOR)                                                  | Denis Abljazin · Rusko (RUS)                                                                    | Igor Radivilov · Ukrajina (UKR)                                                                  |
| Bradla                | Feng Če · Čína (CHN)                                                              | Marcel Nguyen · Německo (GER)                                                                   | Hamilton Sabot · Francie (FRA)                                                                   |
| Hrazda                | Epke Zonderland · Nizozemsko (NED)                                                | Fabian Hambüchen · Německo (GER)                                                                | Cou Kchaj · Čína (CHN)                                                                           |

### Ženy
| Soutěž                | Zlato | Stříbro | Bronz                                                                                                   |
| --------------------- | --- | --- | --- |
| Víceboj – družstva    | Spojené státy americké (USA) · Gabby Douglasová · Jordyn Wieberová · Aly Raismanová · Kyla Ross · McKayla Maroney | Rusko (RUS) · Alija Mustafinová · Viktorija Komova · Ksenija Afanasjeva · Anastasja Grišina · Marija Paseka | Rumunsko (ROU) · Cătălina Ponorová · Larisa Iordache · Diana Bulimar · Sandra Izbașaová · Diana Chelaru |
| Víceboj – jednotlivci | Gabby Douglasová · Spojené státy americké (USA)                                                                   | Viktorija Komova · Rusko (RUS)                                                                              | Alija Mustafinová · Rusko (RUS)                                                                         |
| Přeskok               | Sandra Izbașaová · Rumunsko (ROU)                                                                                 | McKayla Maroney · Spojené státy americké (USA)                                                              | Marija Paseka · Rusko (RUS)                                                                             |
| Bradla                | Alija Mustafinová · Rusko (RUS)                                                                                   | Che Kche-sin · Čína (CHN)                                                                                   | Elizabeth Tweddle · Velká Británie (GBR)                                                                |
| Kladina               | Teng Lin-lin · Čína (CHN)                                                                                         | Suej Lu · Čína (CHN)                                                                                        | Aly Raismanová · Spojené státy americké (USA)                                                           |
| Prostná               | Aly Raismanová · Spojené státy americké (USA)                                                                     | Cătălina Ponorová · Rumunsko (ROU)                                                                          | Alija Mustafinová · Rusko (RUS)                                                                         |

## Přehled medailí
| Pořadí | Země                   | Zlato | Stříbro | Bronz | Celkově |
| ------ | ---------------------- | ----- | ------- | ----- | ------- |
| 1      | Čína                   | 4     | 3       | 1     | 8       |
| 2      | Rusko                  | 1     | 3       | 4     | 8       |
| 3      | Spojené státy americké | 3     | 1       | 2     | 6       |
| 4      | Japonsko               | 1     | 2       | 0     | 3       |
| 5      | Rumunsko               | 1     | 1       | 1     | 3       |
| 6      | Brazílie               | 1     | 0       | 0     | 1       |
| 6      | Maďarsko               | 1     | 0       | 0     | 1       |
| 6      | Jižní Korea            | 1     | 0       | 0     | 1       |
| 6      | Nizozemsko             | 1     | 0       | 0     | 1       |
| 10     | Německo                | 0     | 3       | 0     | 3       |
| 11     | Velká Británie         | 0     | 1       | 3     | 4       |
| 12     | Itálie                 | 0     | 0       | 1     | 1       |
| 13     | Francie                | 0     | 0       | 1     | 1       |
| 13     | Ukrajina               | 0     | 0       | 1     | 1       |
| Total  | Total                  | 14    | 14      | 14    | 42      |